# Budila, Brașov
Budila (în germană Bodeln, Bodila, în maghiară Bodola,în dialectul săsesc Budille) este o comună în județul Brașov, Transilvania, România, formată numai din satul de reședință cu același nume.

## Demografie
Componența etnică a comunei Budila
     Români (58,08%)
     Romi (24,77%)
     Maghiari (9,4%)
     Alte etnii (0,08%)
     Necunoscută (7,67%)
Componența confesională a comunei Budila
     Ortodocși (55,46%)
     Penticostali (21,15%)
     Reformați (8,73%)
     Martori ai lui Iehova (2,88%)
     Romano-catolici (1,3%)
     Alte religii (1,34%)
     Necunoscută (9,14%)
Conform recensământului efectuat în 2021, populația comunei Budila se ridică la 4.926 de locuitori, în creștere față de recensământul anterior din 2011, când fuseseră înregistrați 4.197 de locuitori. Majoritatea locuitorilor sunt români (58,08%), cu minorități de romi (24,77%) și maghiari (9,4%), iar pentru 7,67% nu se cunoaște apartenența etnică. Din punct de vedere confesional, majoritatea locuitorilor sunt ortodocși (55,46%), cu minorități de penticostali (21,15%), reformați (8,73%), martori ai lui Iehova (2,88%) și romano-catolici (1,3%), iar pentru 9,14% nu se cunoaște apartenența confesională.

## Politică și administrație
Comuna Budila este administrată de un primar și un consiliu local compus din 15 consilieri. Primarul, Irimia Marșavela[*], de la Partidul Național Liberal, este în funcție din 2012. Începând cu alegerile locale din 2024, consiliul local are următoarea componență pe partide politice:
|  | Partid                                 | Consilieri | Componența Consiliului | Componența Consiliului | Componența Consiliului | Componența Consiliului | Componența Consiliului | Componența Consiliului |
|  | -------------------------------------- | ---------- | ---------------------- | ---------------------- | ---------------------- | ---------------------- | ---------------------- | ---------------------- |
|  | Partidul Național Liberal              | 6          |                        |                        |                        |                        |                        |                        |
|  | Partidul Social Democrat               | 3          |                        |                        |                        |                        |                        |                        |
|  | Uniunea Democrată Maghiară din România | 3          |                        |                        |                        |                        |                        |                        |
|  | Alianța Dreapta Unită                  | 2          |                        |                        |                        |                        |                        |                        |
|  | Partida Romilor „Pro Europa”           | 1          |                        |                        |                        |                        |                        |                        |

## Primarii comunei
- 1996[7] - 2000 - Galborcea Constantin, de la USD
- 2000[8] - 2004 - Galborcea Constantin, de la PD
- 2004[9] - 2008 - Galborcea Constantin, de la PNL
- 2008[10] - 2012 - Galborcea Constantin, de la PNL
- 2012[11] - 2016 - Marșavela Irimia, de la PDL
- 2016[12] - 2020 - Marșavela Irimia, de la PNL
- 2020[13] - 2024 - Marșavela Irimia, de la PNL